# Tåsen
Tåsen er et boligområde i bydelen Nordre Aker det vestlige i Oslo, ca. fem kilometer nord for centrum. Navnet er afledt af det norrøne Tásvin.
Tåsen grænser til til områderne Berg og Ullevål Hageby i vest, Nordberg og Korsvoll i nord, Nydalen og Bjølsen i øst, og Sagene og Ullevål universitetssykehus mod syd.
Ring 3 går gennem den nordlige del af Tåsen, mens Tåsenveien går nord-syd gennem hele området. Tåsen betjenes af T-banestationen Tåsen Station på Sognsvannsbanen.
Området over 2.700 indbyggere.
Tåsen er forbigående nævnt i Ylvis' sang Jeg heter Finn.